# Shaunette Renée Wilson
Shaunette Renée Wilson, född 19 januari 1990 i Linden, är en guyanansk skådespelare.
Wilson har bland annat medverkat i TV-serierna Billions från 2017 och The Resident (2018-2021). Hon har även medverkat i filmerna Black Panther från 2018 och Indiana Jones and the Dial of Destiny från 2023.

## Filmografi (i urval)
- 2017: Billions
- 2018: Black Panther
- 2018-2021: The Resident
- 2023: Indiana Jones and the Dial of Destiny